# سیارک ۱۱۱۵۹۴
سیارک ۱۱۱۵۹۴ (به انگلیسی: 111594 Raktanya، نامگذاری:2002AX66)۱۱۱۵۹۴مین سیارک کشف شده‌است که در ۱۱ ژانویه ۲۰۰۲ کشف شد.